# Usses
Die Usses (Pluralform; französisch: Les Usses) sind ein Fluss in Frankreich, der im Département Haute-Savoie in der Region Auvergne-Rhône-Alpes verläuft. Er entspringt beim Weiler Le Vernay im Gemeindegebiet von Arbusigny, entwässert generell Richtung Südwest bis West und mündet nach insgesamt rund 46 Kilometern an der Gemeindegrenze von Seyssel und Bassy im Staubereich der Barrage de Seyssel als linker Nebenfluss in die Rhône. An der Mündung stößt der Fluss an das benachbarte Département Ain.

## Orte am Fluss
(Reihenfolge in Fließrichtung)
- Villy-le-Bouveret
- Allonzier-la-Caille
- Frangy
- Mons, Gemeinde Vanzy

## Sehenswürdigkeiten
- Hängebrücke von La Caille aus dem 19. Jahrhundert, bei Allonzier-la-Caille – Monument historique[5]